# Atletica leggera ai VII Giochi del Mediterraneo
Le gare di atletica leggera ai VII Giochi del Mediterraneo si sono svolte dal 23 agosto al 6 settembre 1975 ad Algeri in Algeria.

## Medagliati

### Uomini
| Specialità                        | Oro                                                               | Prestazione | Argento                                                                | Prestazione | Bronzo                                                              | Prestazione |
| Corse piane                       |                                                                   |             |                                                                        |             |                                                                     |             |
| 100 m piani (dettagli)            | Pietro Mennea                                                     | 10.43       | Vasílios Papayeorgópoulos                                              | 10.44       | René Metz                                                           | 10.57       |
| 200 m piani (dettagli)            | Pietro Mennea                                                     | 20.52       | Predrag Križan                                                         | 21.20       | Pasqualino Abeti                                                    | 21.30       |
| 400 m piani (dettagli)            | Josip Alebić                                                      | 46.44       | Kyriakos Onisiforou                                                    | 47.33       | Milorad Čikić                                                       | 47.37       |
| 800 m piani (dettagli)            | Milovan Savić                                                     | 1:48.5a     | Sid Ali Djouadi                                                        | 1:48.8a     | Roqui Sanchez                                                       | 1:49.0a     |
| 1500 m piani (dettagli)           | Boško Božinović                                                   | 3:42.6a     | Mansour Guettaya                                                       | 3:42.7a     | Fotis Kourtis                                                       | 3:44.1a     |
| 5000 m piani (dettagli)           | Fernando Cerrada                                                  | 13:42.0a    | Jadour Haddou                                                          | 13:42.4a    | Chérif Benali                                                       | 13:44.0a    |
| 10000 m piani (dettagli)          | Abdelkader Zaddem                                                 | 28:27.0a    | Mariano Haro                                                           | 28:29.2a    | Boualem Rahoui                                                      | 28:40.8a    |
| Corse a ostacoli                  |                                                                   |             |                                                                        |             |                                                                     |             |
| 110 m ostacoli (dettagli)         | Borislav Pisić                                                    | 14.29       | Efstratios Vassiliou                                                   | 14.33       | Juan Lloveras                                                       | 14.42       |
| 400 m ostacoli (dettagli)         | Jean-Claude Nallet                                                | 49.76       | Georgios Parris                                                        | 50.26       | Stavros Tziortzis                                                   | 50.94       |
| 3000 m siepi (dettagli)           | Boualem Rahoui                                                    | 8:20.2a     | Antonio Campos                                                         | 8:22.6a     | Franco Fava                                                         | 8:23.8a     |
| Staffette                         |                                                                   |             |                                                                        |             |                                                                     |             |
| Staffetta 4×100 m (dettagli)      | Francia René Metz Dominique Chauvelot Joseph Arame Gilles Échevin | 39.42       | Italia Pasqualino Abeti Pietro Mennea Luciano Caravani Luigi Benedetti | 39.56       | Spagna                                                              | 40.46       |
| Staffetta 4×400 m (dettagli)      | Jugoslavia Ivica Ivičak Milorad Čikić Milovan Savić Josip Alebić  | 3:05.58     | Francia                                                                | 3:06.28     | Italia Giorgio Ballati Flavio Borghi Alfonso Di Guida Bruno Magnani | 3:06.72     |
| Corse su strada                   |                                                                   |             |                                                                        |             |                                                                     |             |
| Maratona (dettagli)               | Antonino Baños                                                    | 2:24:13     | Paolo Accaputo                                                         | 2:25:48     | Vassilios Chimonis                                                  | 2:29:53     |
| Marcia 20 km (dettagli)           | Armando Zambaldo                                                  | 1:33:21     | Vinko Galušić                                                          | 1:33:31     | José Marín                                                          | 1:35:46     |
| Salti                             |                                                                   |             |                                                                        |             |                                                                     |             |
| Salto in alto (dettagli)          | Giordano Ferrari                                                  | 2.16 m      | Enzo Del Forno                                                         | 2.16 m      | Dimitrios Patronis                                                  | 2.13 m      |
| Salto con l'asta (dettagli)       | Silvio Fraquelli                                                  | 5.00 m      | Lakhdar Rahal                                                          | 5.00 m      | Renato Dionisi                                                      | 5.00 m      |
| Salto in lungo (dettagli)         | Nenad Stekić                                                      | 8.23 m w    | Rafael Blanquer                                                        | 7.70 m      | Panayotis Chatzistathis                                             | 7.60 m      |
| Salto triplo (dettagli)           | Bernard Lamitié                                                   | 16.19 m     | Milan Spasojević                                                       | 16.15 m     |                                                                     |             |
| Lanci                             |                                                                   |             |                                                                        |             |                                                                     |             |
| Getto del peso (dettagli)         | Ivan Ivančić                                                      | 19.43 m     | Jean-Marie Djebaili                                                    | 17.52 m     | Omar Musa Mejbari                                                   | 16.47 m     |
| Lancio del disco (dettagli)       | Armando De Vincentis                                              | 61.26 m     | Silvano Simeon                                                         | 59.52 m     | Nikolaos Tsiaras                                                    | 54.70 m     |
| Lancio del martello (dettagli)    | Srećko Štiglic                                                    | 68.22 m     | Faustino De Boni                                                       | 66.44 m     | Jacques Accambray                                                   | 65.16 m     |
| Lancio del giavellotto (dettagli) | Žarko Primorac                                                    | 74.72 m     | Serge Leroy                                                            | 70.91 m     | Renzo Cramerotti                                                    | 69.84 m     |
| Prove multiple                    |                                                                   |             |                                                                        |             |                                                                     |             |
| Decathlon (dettagli)              | Zissis Kourelos                                                   | 7190 pts    | Eduardo Rodríguez                                                      | 7098 pts    | Nurullah Candan                                                     | 7074 pts    |

### Donne
| Specialità                   | Oro                                                                 | Prestazione | Argento           | Prestazione | Bronzo                                                         | Prestazione |
| Corse piane                  |                                                                     |             |                   |             |                                                                |             |
| 100 m piani (dettagli)       | Rita Bottiglieri                                                    | 11.79       | Jelica Pavličić   | 11.80       | Nadine Goletto                                                 | 11.87       |
| 400 m piani (dettagli)       | Jelica Pavličić                                                     | 52.54       | Rita Bottiglieri  | 53.34       | Rosa Colorado                                                  | 55.55       |
| 800 m piani (dettagli)       | Paola Pigni-Cacchi                                                  | 2:03.8a     | Gabriella Dorio   | 2:04.5a     | Madeleine Thomas                                               | 2:07.3a     |
| 100 m piani (dettagli)       | Paola Pigni-Cacchi                                                  | 4:12.8a     | Gabriella Dorio   | 4:16.6a     | Carmen Valero                                                  | 4:20.3a     |
| Corse a ostacoli             |                                                                     |             |                   |             |                                                                |             |
| 100 m ostacoli (dettagli)    | Nadine Fricault                                                     | 13.59       | Ileana Ongar      | 13.81       | Đurđa Fočić                                                    | 13.83       |
| Staffette                    |                                                                     |             |                   |             |                                                                |             |
| Staffetta 4×100 m (dettagli) | Francia Annie Alizé Nadine Goletto Catherine Delachanal Nicole Pani | 44.93       | Jugoslavia        | 45.44       | Italia Maura Gnecchi Cecilia Molinari Laura Nappi Ileana Ongar | 45.92       |
| Salti                        |                                                                     |             |                   |             |                                                                |             |
| Salto in alto (dettagli)     | Sara Simeoni                                                        | 1.89 m      | Snežana Hrepevnik | 1.80 m      | Đurđa Fočić                                                    | 1.75 m      |
| Lanci                        |                                                                     |             |                   |             |                                                                |             |
| Lancio del disco (dettagli)  | Vassiliki Karafylli                                                 | 52.34 m     | Renata Scaglia    | 50.60 m     | Noëlle Jarry                                                   | 50.28 m     |

## Medagliere
La nazione ospitante è evidenziata.
| Posizione | Paese      | Oro | Argento | Bronzo | Totale |
| --------- | ---------- | --- | ------- | ------ | ------ |
| 1         | Italia     | 10  | 10      | 6      | 26     |
| 2         | Jugoslavia | 10  | 6       | 3      | 19     |
| 3         | Francia    | 5   | 2       | 6      | 13     |
| 4         | Grecia     | 2   | 4       | 7      | 13     |
| 5         | Spagna     | 2   | 4       | 5      | 11     |
| 6         | Algeria    | 1   | 3       | 2      | 6      |
| 7         | Tunisia    | 1   | 1       | 0      | 2      |
| 8         | Marocco    | 0   | 1       | 0      | 1      |
| 9         | Libia      | 0   | 0       | 1      | 1      |
| 9         | Turchia    | 0   | 0       | 1      | 1      |
| Totale    | Totale     | 31  | 31      | 31     | 93     |